# أكاديمية البلطيق الدولية
أكاديمية البلطيق الدولية (بالروسية: Балтийская международная академия) هي أكبر مؤسسة تعليمية جامعية تمنح درجات علمية في لاتفيا. تأسس معهد البلطيق في عام 1992 باسم معهد البلطيق الروسي. للأكاديمية حرمها الرئيسي في ريغا ولها مواقع في دوغافبيلس وليباجا وروزكن وجوكاببيلس وفينتسبيلز وسميلتين وجيلجافا. لديها 4500 طالب، بما في ذلك 450 طالبًا أجنبيًا من 15 دولة.